# Hagen Kleinert

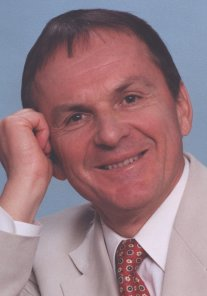
Hagen Kleinert, Fotografie din 2006

Hagen Kleinert (n. 1941) este profesor de fizică teoretică la Universitatea Liberă din Berlin, Germania (din 1968), Profesor de Onoare la Universitatea Slavic-Rusă din Kyrgyz și Membru de Onoare al Academiei Ruse de Cercetare Creativă[nefuncțională]
. Pentru contribuția sa la fizica particulelor și a stării solide a fost răsplătit cu premiul Max Born cu Medalie Arhivat în 10 noiembrie 2007, la Wayback Machine. în anul 2008.
Prof. Kleinert a scris mai mult de 370 de lucrări în fizică matematică și fizica particulelor elementare, fizică nucleară, a stării solide, a cristalelor lichide, a biomembranelor, a microemulsiilor, a polimerilor, și în teoria marketingului financiar, alături de o serie de cărți în fizică teoretică. Cea mai cunoscută carte a sa, Integrale de drum în mecanica cuantică, statistică, fizica polimerilor și a marketingului financiar (în engleză) a fost publicată în patru ediții începând din 1990 cu ultimele două ediții incluzând capitole ce tratează aplicarea integralelor de drum în marketingul financiar și econofizică. Această carte a primit evaluări entuziaste .
După primul său an ca student la Universitatea Hannover și la Institutul de Tehnologie Georgia, a învățat ca și student Relativitatea Generală de la George Gamov, unul din părinții teoriei cosmologice Big Bang. Ca tânăr profesor în 1972, Kleinert a vizitat Caltech și a fost impresionat de Richard Feynman, unul dintre cei mai remarcabili fizicieni ai Statelor Unite. Astfel a descoperit cum să folosească integrala de drum (funcțională) a lui Feynman pentru a rezolva atomul de hidrogen . Această realizare extinde mult posibilitățile de aplicabilitate ale tehnicilor lui Feynman. Mai târziu, Kleinert avea să colaboreze cu Feynman la una din ultimele sale lucrări .
Aceasta a dus la o metodă matematică pentru a converti seriile de puteri divergente slab cuplate într-unele convergente puternic cuplate. Această așa numita teorie a perturbației variaționale oferă în prezent cea mai acurată abordare a exponenților critici 
observabili aproape de tranzițiile de fază de ordinul doi, după cum se confirmă pentru heliul superfluid în experimentele din sateliți . 
În domeniul teoriei cuantice a quarcilor a găsit originea  algebrei residuurilor Regge Arhivat în 1 iulie 2020, la Wayback Machine. conjecturate de N. Cabibbo, L. Horwitz, și 
Y. Ne'eman (vezi p.232 Arhivat în 11 iunie 2020, la Wayback Machine. în Ref.).
Împreună cu K. Maki a clarificat structura fazei icosaedrale (icosahedral phase) a quasicristalelor .
Pentru superconductori el a prezis în 1982 un punct tricritic în diagrama de fază între tipul-I și tipul-II de supraconductori unde ordinul tranziției se schimbă de la al doilea la primul . Predicțiile au fost confirmate în 2002 de către simularea computațională Monte Carlo . 
Teoria este bazată pe o nouă teorie de câmp dezordonat, pe care Kleinert a dezvolat-o în cărțile sale despre Câmpuri gauge în materia condensată (vezi mai jos). În această teorie, proprietățile statistice ale vortexului fluctuant sau a liniilor defecte sunt descrise ca și excitații elementare cu ajutorul câmpurilor, a căror diagrame Feynman corespund cu pozele liniilor. Teoria câmpurilor dezordonate este o versiune duală a teoriei câmpului ordonat a lui L.D. Landau pentru tranzițiile de fază. 
La școala de vară din 1978 din Erice el a propus existența ruperii supersimetriei în nucleele atomice , fenomen ce a fost între timp obsevat experimental . 
Teoria sa de 'câmpuri cuantice colective'  precum și teoriile de 'hadronizare a quarcilor'  reprezintă prototipuri pentru numeroase descoperiri în teoriile materiei condensate, a fizicii nucleare și a fizicii particulelor elementare.
În 1986 a introdus  noținea de rigiditate (stiffness) în teoria stringurilor, ce posedă în mod normal numai tensiunea. În acest fel a îmbunătățit semnificativ proprietățile fizice ale stringurilor. Având în vedere că fizicianul rus A. Polyakov a propus simultan o extensie similară, rezultatul se numește stringul Polyakov-Kleinert Arhivat în 11 iunie 2020, la Wayback Machine..
Împreună cu A. Chervyakov a dezvoltat o extensiei teoriei distribuției din spațiile liniare la semigrupuri, definind de asemenea produșii lor în mod unic (în teoria matematică, numai combinațiile lineare sunt definite). Extensia devine posibilă prin cerința fizică prin care integralele de drum trebuie să fie invariante la transformările de coordonate . Această proprietate este necesară pentru echivalența formulării integralelor de drum cu teoria Schrödinger.
Ca și o alternativă la teoria stringurilor, Kleinert a folosit analogia completă între geometria non-Euclideană și geometria cristalelor cu defecte pentru a construi un model al universului numit World Crystal sau cristal Planck-Kleinert[nefuncțională – arhivă]
 ce prezintă, la distanțe de ordinul lungimii lui Planck, o fizică chiar diferită decât cea din teoria stringurilor. În acest model, materia creează defecte în spațiu-timp care generează curbura și toate efectele relativității generale. Această teorie a inspirat artista italiană Laura Pesce de a crea sculpturi de sticlă intitulate "world crystal"(vezi de asemenea stânga jos în această pagină).
Kleinert este membru senior al facultății pentru proiectul International de Doctorat în Astrofizică Relativistă (IRAP) Arhivat în 6 iulie 2007, la Wayback Machine., ce face parte din rețeaua internațională de astrofizică [nefuncțională]
. A fost de asemenea implicat în proiectele European Science Foundation și Cosmology in the Laboratory Arhivat în 1 decembrie 2007, la Wayback Machine..

## Cărți
- Gauge Fields in Condensed Matter, Vol. I, " SUPERFLOW AND VORTEX LINES", pp. 1–742, Vol. II, "STRESSES AND DEFECTS", pp. 743–1456, World Scientific (Singapore, 1989); Paperback ISBN 9971-5-0210-0  (also available online: Vol. I Arhivat în 27 mai 2008, la Wayback Machine. and Vol. II Arhivat în 27 mai 2008, la Wayback Machine.)

- Critical Properties of φ4-Theories, World Scientific (Singapore, 2001); Paperback ISBN 981-02-4658-7 (also available online Arhivat în 16 iulie 2011, la Wayback Machine.) (together with V. Schulte-Frohlinde)

- Path Integrals in Quantum Mechanics, Statistics, Polymer Physics, and Financial Markets, 5th edition, World Scientific (Singapore, 2006) (also available online Arhivat în 1 ianuarie 2009, la Wayback Machine.)

- Multivalued Fields in in Condensed Matter, Electrodynamics, and Gravitation, World Scientific (Singapore, 2008) (also available online Arhivat în 18 martie 2009, la Wayback Machine.)

- Proceedings of the Eleventh Marcel Grossmann Meeting on General Relativity, World Scientific (Singapore, 2008) (together with R.T. Jantzen)

## Conexiuni externe
- Personal homepage Arhivat în 3 martie 2008, la Wayback Machine.